# Thomas Gerlach (Neonazi)
Thomas Gerlach aus Meuselwitz bei Altenburg zählt zu den bekanntesten Neonazis in Thüringen. Er ist einer der führenden Aktivisten der Freien Kameradschaftsszene, u. a. tätig im Netzwerk „Thüringer Heimatschutz“ (THS) und nach eigenen Aussagen „Gruppenführer einer freien Gruppe im nationalen Widerstand“ sowie aktives Mitglied in der Hilfsorganisation für nationale politische Gefangene und deren Angehörige (HNG), im Kampfbund Deutscher Sozialisten (KDS) und im Freundeskreis Halbe, der die rechtsextremen „Heldengedenken“ am Waldfriedhof in Halbe organisiert. In zahlreichen rechtsextremen Onlineforen wie dem „Freien Widerstand“ oder dem Naziforum von Altermedia tritt er unter dem Pseudonym ACE auf. Gerlach ist vorbestraft.

## Politische Karriere

### „Kameradschaftsbund für Thüringer POWs“

Thomas Gerlach bei einer Neonazikundgebung am 5. März 2005 im thüringischen Greiz.

Der damals noch in Hohenleuben ansässige Gerlach wurde erstmals bundesweit bekannt, als er im Mai 2002 zusammen mit dem zu diesem Zeitpunkt ebenfalls in der Justizvollzugsanstalt Tonna einsitzenden Suhler Rechtsextremisten Marco Zint einen „Kameradschaftsbund für Thüringer POWs“ gründete. Die Abkürzung steht für „Prisoner of War“, zu deutsch Kriegsgefangener, wie in der Neonaziszene häufig inhaftierte Gesinnungsgenossen bezeichnet werden. Das Ziel dieser Organisation, die mit einem eigenen Informationsblatt unter dem Titel „Im Geiste frei“ auftraten, war gemäß Verfassungsschutzbericht 2003 des Freistaates Thüringen: „zur ‚Verständigung unter den inhaftierten Thüringer Kameraden‘ beizutragen, die Bildung eines informellen Gefangenennetzwerks zu unterstützen, Kontakte zwischen Gesinnungsgenossen in verschiedenen Haftanstalten herzustellen, über Rechtsangelegenheiten zu informieren und Verhaltenshinweise im Umgang mit Behörden zu vermitteln“. Ab April 2003 trat der Kameradschaftsbund unter der Bezeichnung „PVD (POW) – Projekt für Thüringer PVD“ auf, bereits im folgenden Jahr erlahmten jedoch die Aktivitäten gänzlich.

### „Nationale Sozialisten Altenburger Land“
Nach seinem Gefängnisaufenthalt gründete Gerlach die Bürgerinitiative „Schöner Wohnen Altenburger Land“, die sich, dem Vorbild der norddeutschen Neonazi-Vereinigungen „Schöner Wohnen“ in Wolgast, Ueckermünde und Anklam folgend, an eine breite Öffentlichkeit wenden möchte. Der gleiche Personenkreis um Gerlach tritt aber auch unter den Namen „Nationale Sozialisten Ostthüringen/Westsachsen“ bzw. „Nationale Sozialisten Altenburger Land“ in Erscheinung. Erstmals trat dieser Anfang 2005 bei den sogenannten „Montagsdemonstrationen“ in Altenburg auf, wobei es ihnen zum Teil gelang, sich an die Spitze der Demonstrationszüge gegen den Sozialabbau zu setzen bzw. eigene Kundgebungen abzuhalten.

### Teilnahme an rechtsextremen Veranstaltungen
Gerlach verbreitete weiterhin die Erklärung zu einer von ihm angemeldeten rechtsextremen Demonstration, die unter dem Motto „Gegen Kriegstreiberei und Fremdverwaltung unterdrückter Völker“ am 8. Mai 2005 im westsächsischen Delitzsch stattfand und bei der auch Christian Worch als Redner auftrat. Für den 11. Juni 2005 meldete Gerlach im Namen einer wiederum mit dem Bündnis „Schöner Wohnen Altenburger Land“ identischen „Initiative – Meinungsfreiheit auch für Deutsche“ ein „Fest der Völkerverständigung“ an, das vermutlich als Ausweichmöglichkeit für das zu dem Zeitpunkt noch verbotenen Neonazifestival „Fest der Völker“ in Jena dienen sollte. Erneut trat Worch zusammen mit Axel Reitz, Michael Burkert, dem Leipziger Neonazi Stefan Wagner und Gerlach bei einer von letzterem angemeldeten Demonstration in Altenburg am 17. August 2005 auf. Hierbei sollte unter dem Motto „Meinungsfreiheit schützen – Gegen Polizeiwillkür“ in erster Linie an einen Altenburger Neonazi erinnert werden, der im Vorjahr beim Kleben von Plakaten des Hitlerstellvertreters Rudolf Heß durch einen Polizisten angeschossen wurde. Darüber hinaus nutzen die Redner aber auch die zeitliche Nähe zum verbotenen Rudolf-Heß-Gedenkmarsch am 20. August 2005, um Rudolf Heß zu ehren und gegen den „Volksverhetzungsparagraphen“ (§ 130) zu demonstrieren.
Gerlach war Hauptorganisator des extrem rechten 5. Thüringentags der nationalen Jugend am 20. Mai 2006 in Altenburg.

### Nationale und internationale Verbindungen zur rechtsextremen Szene
Gerlach ist nicht nur in der deutschen Neonaziszene aktiv – er gehörte beispielsweise zu den Verteilern der rechtsextremen Schülerzeitung „invers“ von Karsten Scholz, und auch die Verteilung der verbotenen „Schulhof-CD“ im Altenburger Raum Anfang August 2005 dürfte auf ihn zurückgehen –, sondern unterhält auch Verbindungen ins europäische Ausland. So besuchte er als Vertreter der „freien Kräfte“, des KDS und des „Freundeskreises Halbe“ zusammen mit Axel Reitz und dem NPD-Kader Peter Malborn ein Treffen von Nationalisten und bekennenden Nationalsozialisten aus verschiedenen Ländern Europas am 19. November 2005 in Portugals Hauptstadt Lissabon. Als der Neonazi Thomas Brehl beim „traditionellen Gautreffen“ des „Kampfbundes Deutscher Sozialisten“ am 4. Februar 2006 in Leverkusen-Bergisch Neukirchen auf eigenen Wunsch die Organisationsleitung des KDS verließ, rückte auf seinen Vorschlag hin Thomas Gerlach an die Stelle nach. Gerlach soll auch illegal Waffen für rechtsextreme Hammerskins in Portugal beschafft haben.